# Glenea vittifera
Glenea vittifera är en skalbaggsart som först beskrevs av Jean Baptiste Boisduval 1835.  Glenea vittifera ingår i släktet Glenea och familjen långhorningar. Inga underarter finns listade i Catalogue of Life.